# Albert del Rosario
Albert del Rosario y Ferreros (Manila; 14 de noviembre de 1939-San Francisco; 18 de abril de 2023) fue un diplomático filipino que se desempeñó como el 25.° secretario del Departamento de Asuntos Exteriores entre 2011 y 2016, bajo la presidencia de Benigno Aquino III. 

## Biografía
Albert del Rosario nació el 14 de noviembre de 1939 en Manila, hijo de Luis del Rosario and Amparo Ferreros. Su tatarabuela Teresa Sempio era hermana de Felipa Sempio, madre del héroe nacional Gregorio del Pilar, mientras su abuelo, Simplicio del Rosario y Sempio, era juez que participó como delegado del Congreso de Malolos para constituir la Primera República Filipina.
Se terminó sus estudios secundarios a Xavier High School en Nueva York, y luego matriculó en el programa grado de economía de la Universidad de Nueva York.

## Carrera diplomática
Durante su cargo se sirvió como representante de Filipinas contra la República Popular China en su reclamo bajo de la Convención de las Naciones Unidas sobre el Derecho del Mar, formándose parte del conflicto territorial en el mar de la China meridional.
Murió el 18 de abril de 2023 de camino a San Francisco.